# Norberto di Prémontré
Norberto di Prémontré, detto anche Norberto di Xanten (Xanten, 1080 circa – Magdeburgo, 6 giugno 1134), fu il fondatore dell'ordine dei Canonici Regolari Premostratensi.
Nel 1126 venne eletto arcivescovo di Magdeburgo. Beneficiò di una canonizzazione equipollente nel 1582: nella Chiesa cattolica la sua memoria si celebra il 6 giugno.

## Biografia
Nato a Gennep, ma cresciuto a Xanten, sulla riva del Reno, fu figlio di Eriberto, conte di Gennep, in relazione con la corte di Germania e con la casa di Lorena.
Ordinato suddiacono, Norberto fu nominato canonico di Xanten e frequentò la corte dell'arcivescovo di Colonia, Federico, che nel 1112 lo aveva ordinato sacerdote, e successivamente quella dell'imperatore Enrico V, del quale fu confessore.
Nel 1115, in segno di ringraziamento per essere scampato a un grave pericolo, Norberto fondò l'abbazia di Fürstenberg, che lasciò insieme con delle terre di sua proprietà, all'arcivescovo Conone di Preneste ed ai suoi successori Canonici Regolari di Arrouaise e decise di dedicarsi alla predica itinerante. Ottenuta l'autorizzazione da papa Gelasio II, nel novembre del 1118 partì per la Francia.
Nel concilio di Reims dell'ottobre 1119 chiese il rinnovo dell'autorizzazione a papa Callisto II che sembra non gli fosse rinnovata allo scopo di porre fine a proteste che la sua predicazione, indirizzata anche contro i peccati del clero, aveva suscitato; il vescovo di Laon preferì assegnargli una sede stabile: la fondazione di un monastero - e di un nuovo Ordine - nella diocesi di Laon, in una valle nella foresta di Coucy, non lontana da Laon, chiamata Prémontré, in Piccardia.
Ugo di Fosses, Antonio di Nivelles e sette studenti della scuola di Anselmo di Laon furono i suoi primi discepoli nella nuova Abbazia di Prémontré.
Norberto guadagnò seguaci in Germania, in Francia, in Belgio e anche in Transilvania, fondando priorati a Floreffe, Viviers, Saint-Josse, Ardenne, Cuissy, Laon, Liegi, Anversa, Varlar, Kappenberg, Grosswardein e altrove. I conventi dei premostratensi, che adottarono la regola di sant'Agostino, accolsero inizialmente anche le donne, in edifici separati e osservanti la clausura. Mezzo secolo dopo la morte di Norberto, tuttavia, le donne furono escluse dall'Ordine, una decisione che fu approvata da papa Innocenzo III nel 1198 con la bolla De non recipiendis sororibus.
Norberto fu nominato arcivescovo di Magdeburgo da papa Onorio II nel 1126. Nello scisma verificatosi a seguito dell'elezione di papa Innocenzo II nel 1130, Norberto appoggiò Innocenzo II contro l'antipapa Anacleto II nel grande sinodo dei vescovi tenutosi nell'ottobre 1130 a Würzburg. Negli ultimi anni fu cancelliere e consigliere dell'imperatore Lotario II. Morì a Magdeburgo e fu sepolto nella locale abbazia norbertina; successivamente, i suoi resti furono trasferiti nell'abbazia norbertina del Monastero di Strahov a Praga dove tuttora riposano. Fu canonizzato da papa Gregorio XIII nel 1582.
Dopo la sua morte, nel 1136 Werner di Steußlingen, vescovo di Münster, che gli era stato molto amico, fondò in suo ricordo il monastero doppio di Asbeck.

## Leggende
Secondo la leggenda San Norberto avrebbe ingoiato un ragno velenoso caduto nel calice mentre celebrava Messa in una cripta, senza patire danno alcuno.

## Genealogia episcopale e successione apostolica
La genealogia episcopale è:
- Vescovo Herwig di Meißen
- Arcivescovo Rudgar von Veltheim
- Vescovo Udo von Thüringen
- Arcivescovo Norberto di Prémontré

La successione apostolica è:
- Arcivescovo Anselmo da Havelberg, O.Praem. (1129)